# L'Écho lyrique
 (novembre 2020).
 (novembre 2020).
L'Écho lyrique, sous-titré Feuille d'annonces, journal littéraire, artistique, théâtral et chantant, paraissant le dimanche, est un journal consacré aux goguettes. Il a paru d'août à octobre 1843.
Les soirées lyriques ont pour responsables indiqués dans le numéro 1 deux frères et fameux goguettiers : Alexis et Jean-Baptiste Dalès dit Dalès l'ainé. À partir du numéro suivant, seul ce dernier est mentionné comme ayant cette responsabilité.

## Histoire de l'Écho lyrique
D'août à octobre 1843 paraissent 12 numéros d'un journal voué aux goguettes : L'Écho lyrique, feuille d'annonces, journal littéraire, artistique, théâtral et chantant, paraissant le dimanche. Il donne le programme et les détails d'organisation de 19 puis 23 des plus importantes goguettes parmi lesquelles la plus fameuse : la Lice chansonnière.
Son numéro 1 prospectus-spécimen paraît le 13 août 1843.  Cette publication défend une conception épicurienne de la chanson qu'elle expose dans sa Profession de foi parue en première page de son premier numéro : 
Le goût de la chanson, vivante personnification de l'insoucieuse gaité française, subsiste aujourd'hui plus que jamais.
Frivole ou sévère, grave ou badine, la chanson a parmi le peuple de nombreux adorateurs, depuis quelques années surtout se sont élevés de tous côtés, en son honneur, sous le nom de soirées lyriques, des temples où de fervents néophytes lui vouent un culte ardent et entretiennent avec zèle son feu sacré.
Les lumières qui aujourd'hui se répandent sur toute la société ; le progrès qui fait sentir à tous son utile et bienfaisante influence, a adouci les mœurs, amélioré les habitudes de la classe laborieuse, ouvrière ; de cette classe aussi nécessaire que nombreuse, qui si longtemps fut oubliée et méconnue !
Ces hommes qui pendant des siècles furent si injustement traités en Parias, forts de leur intelligence, fiers de leur nom d'homme, grâce à l'éducation première qu'ils reçurent et dont les aïeux ne connurent que rarement les bienfaits, ont senti que le temps du repos ne devait pas se passer en orgies, en tumultes dans ces lieux publics où ils ne rencontraient pour délassement que les querelles et l'ivresse.
Des milliers parmi eux, se sentant embrasés de ce feu poétique, vrai présent de la nature, de cette nature toute libérale, qui, pour accorder ses faveurs ne demande ni parchemins ni blasons.
Des milliers dis-je, de ces hommes laborieux que la rime poursuivait, que les douces impressions de la chanson animaient, jugèrent à propos de donner un libre essor à cette verve franche et joyeuse qui ne demandait qu'une occasion pour se montrer et se faire applaudir.
Ils se rappelèrent que jadis le menuisier de Nevers, maitre Adam Billaut de poétique mémoire, vit couronner ses refrains qui depuis acquirent une juste célébrité.
Ils se rappelèrent aussi que de nos jours les lauriers du succès ombrageaient le front des Reboul et des Jasmin.
Paris et la Banlieue comptent un grand nombre de sociétés chantantes, qui modestes, sans fracas, prirent la simple dénomination de goguettes.
C'est là que chaque semaine ils viennent passer une soirée agréable, où règne l'entrain, la gaité et la bonne harmonie ; où chacun vient apporter sa chanson, sa romance, que les confrères applaudissent.
On rit, on chante ; on distribue des prix à ceux qui, dans les concours de certaines de ces sociétés, ont apporté une œuvre qui parut digne de cette faveur.
Pas de cris, de tapage ; plus d'orgie. Unité, urbanité, fraternité, amitié, sont les seuls mots d'ordre, de ralliement de ces joyeuses réunions.
Voilà comment les bons et utiles artisans du dix-neuvième siècle comprennent la vie, et se délassent des travaux de la semaine.
Eh bien, croirait-on que depuis la formation de ces sociétés chantantes, de ces joyeuses goguettes, pas une voix amie ne s'est élevée pour elles ; que pas une de ces innombrables feuilles qui tombent chaque jour sur la capitale, n'est venue offrir ses colonnes à ces amis de la gaité, à ces poètes modestes de Paris et de la banlieue.
Pas un journaliste n'est venu leur dire : frères, donnez-moi vos suaves productions, je les imprime et les livre à la publicité qu'elles méritent.
Non ! les sociétaires de ces réunions, composaient, chantaient toujours ; mais l'œuvre ne devait jamais passer le seuil des goguettes.
Eh bien, c'est cette lacune impardonnable, que l'ÉCHO LYRIQUE vient combler.
À vous et pour vous, joyeux desservant des goguettes, ces colonnes.
À vous et pour vous seuls sa rédaction. Travaillez avec ardeur, que votre verve vive, légère et savante même se laisse aller à ses inspirations.
L'ÉCHO LYRIQUE veut tirer vos noms de l'oubli, et vos chansons, qui, très souvent rappellent celles des auteurs que nous admirons et que nous regrettons, seront données au public, qui sera heureux de les chanter et de les répéter.
Le directeur de ce nouveau journal s'est adjoint, pour son entreprise, des collaborateurs, déjà connus par des succès, qui l'aideront dans la tâche qu'il s'est imposée.
Non seulement l'ÉCHO LYRIQUE s'occupera des soirées chantantes, mais il rendra encore un compte exact des ouvrages livrés à l'impression, et en donnera l'analyse.
Un article sera également consacré aux concerts, bals, réunions d'artistes, soirées musicales, etc.
Les feuilletons contiendront des nouvelles inédites, des chroniques littéraires, théâtrales, qui comprendront le compte-rendu des pièces qui seront jouées sur les différentes scènes de Paris.
Ce journal indiquera les jours de réunion, des concours, les chansons et les noms de ceux qui auront remportés les premiers prix.
Un rédacteur honoraire sera nommé dans chaque société, ce rédacteur correspondra avec le directeur de l'ÉCHO. Il lui transmettra le compte de la séance, et donnera le nom des ouvrages et des auteurs.
L'ÉCHO LYRIQUE paraitra une fois par semaine le dimanche. Il donne droit, à l'abonné, à la réception du journal, et à l'insertion des articles littéraires, chansons, nouvelles et pièces de vers.
La lice est ouverte ! à nous, joyeux apôtres de la gaité et de la chanson ! Que L'ÉCHO LYRIQUE retentisse de goguette en goguette ; et que les bons vivants viennent en foule lui prêter leur appui !

Par la suite ce journal entretient un moment une polémique avec le goguettier Charles Gille qui est fidèle à une vision utilitaire et moralisatrice du chansonnier dont les chansons doivent instruire le peuple et l'empêcher de perdre son temps à simplement se distraire dans les goguettes.
Durant cette polémique Charles Gille écrit faisant référence à l'épidémie de choléra de 1832 :
L'Écho lyrique
Est colérique
Or, mes amis, il passera
Comme a passé le choléra.
Pour propager leurs idées Charles Gille et son ami chansonnier Charles Regnard fondent La chanson de nos jours, publication mi-livre, mi-revue qui connait 20 livraisons soit deux volumes de 1843 à 1844.
Cette publication aurait été faite en rivalité avec L'Écho lyrique.
Un autre goguettier fameux, Gustave Leroy, se montre très hostile à l'Écho lyrique qu'il fait apparaître sous la forme d'un esprit damné mort dans sa chanson La fête des démons. Elle est pourvue d'un rappel en bas de page condamnant ce journal. Sauf erreur de l'éditeur elle date de 1842 soit avant la parution du premier numéro :
Qu'est-ce cela ?
Qui donc vient là ?
Que diantre !
C'est un esprit
Triste et contrit ?
Qu'il entre.
C'est un journal ! quel triste sort
C'est l'Écho lyrique ! (1)
La chose est comique,
Il nous revient en esprit fort ;
Il est donc déjà mort !
(1) Journal des Goguettes, qui parut fort peu du temps et qui, dans son intérêt comme dans celui de ses lecteurs, aurait dû ne pas paraître.
Le numéro 12 et dernier de l'Écho lyrique paraît le 29 octobre 1843.